# International University of the Health Sciences
International University of the Health Sciences (IUHS, dt.: Internationale Universität der Gesundheitswissenschaften) ist eine medizinische Lehrstätte (private medical school) im Inselstaat St. Kitts und Nevis. Sie wurde 1998 in Basseterre gegründet. Der Sitz der Hochschule befindet sich in Winnipeg, Manitoba, Kanada, während der Campus in Basseterre ist. Die Hochschule ist durch die Regierung von St. Kitts und Nevis akkreditiert und eingetragen bei der World directory of medical schools der Weltgesundheitsorganisation (WHO).

## Programme
Die Universität bietet für einheimische (St. Kitts und Nevis) und ausländische Studenten Programme zum Erwerb des Bachelor of Medicine, Bachelor of Surgery (MBBS) und Doctor of Medicine an.

### Premed-Programm
Für Studenten, die keine Zugangsberechtigung durch Undergraduate Degrees vorweisen können, bietet die Hochschule ein MBBS Track an, in dem die Studenten eine Ausbildung mit 90 Credit Hours und medizinischem Basiscurriculum inklusive Biologiekurs und -Praktikum, Anorganische und Organische Chemie und Praktikum, sowie Mathematik und Physik erwerben können.

### Medical Program
Das Schulcurriculum basiert auf dem US-Modell, welches vier Jahre Studium inklusive eines Medical Science Program und eines klinischen Practicum. Der Studiengang schließt mit dem Doctor of Medicine ab.

## Akkreditierung
Die International University of the Health Sciences wurde beurkundet und lizenziert in Saint Kitts und Nevis und durch den Akkreditierungsprozess des Landes anerkannt. Sie ist seit 1998 im FAIMER International Medical Education Directory (IMED) aufgenommen. Aufgrund dieser Einstufung sind Students berechtigt an den dreiteiligen United States Medical Licensing Examination teilzunehmen. Nach erfolgreichem Abschluss können sich die Absolventen im Educational Commission for Foreign Medical Graduates registrieren lassen und am National Resident Matching Program (NRMP) teilnehmen.